# ちゃたのわ
『ちゃたのわ』は、2008年6月25日にLantisから発売された茶太の3枚目のアルバム。

## 概要
茶太の3枚目のアルバムで、前作『空の記憶』から約2か月でのリリースとなった。
レーベルが本作ではLantisに変わっており、Lantisが権利を持つ作品を多数収録している。また、収録曲は「One-way Shining」「やさしい」「未来の物語」等の商業メディアで発表した作品と、「sings clover」「冷たい部屋」「たぶん青春」などの同人メディアで発表した作品が混在して収録されている。

## 収録曲
1. sings clover（many clover version）
作詞・作曲・編曲：ぺーじゅん
アルバム新収録バージョン
2. One-way Shining
作詞：こだまさおり、作曲・編曲：藤井亮太
パソコンゲーム『Clear -クリア-』挿入歌
3. 冷たい部屋
作詞・作曲・編曲：iyuna
4. 七色プリズム
作詞：茶太、作曲・編曲：iyuna
5. カレーの唄
作詞・作曲・編曲：ぺーじゅん
6. パパパパンダ
作詞・作曲・編曲：iyuna
7. step! jump!
作詞：茶太、作曲・編曲：iyuna
8. step of cloud
作詞：畑亜貴、作曲：明音、編曲：little little
テレビアニメ『sola』イメージソング
9. やさしい
作詞：茶太、作曲・編曲：虹音
テレビアニメ『こどものじかん』第6話エンディング主題歌
10. たぶん青春
作詞：茶太、作曲・編曲：ぺーじゅん
11. 片想い
作詞・作曲・編曲：ぺーじゅん
12. うたたね
作詞：茶太、作曲：明音、編曲：little little
テレビアニメ『ぽてまよ』エンディング主題歌
13. 交差
作詞：茶太、作曲・編曲：iyuna
14. まどろみ（remix version）
15. 未来の物語
作詞：ENA☆、作曲・編曲：末廣健一郎
PCゲーム『ほしフル 〜星藤学園天文同好会〜』グランドオープニング主題歌
16. つきかをる
作詞・作曲：shilo、編曲：little little